# زیردریایی یو-۲۵۰۱
زیردریایی یو-۲۵۰۱ (به انگلیسی: German submarine U-2501) یک زیردریایی بود که طول آن ۷۶٫۷ متر (۲۵۱ فوت ۸ اینچ) بود. این زیردریایی در سال ۱۹۴۴ ساخته شد.